# جبل الأشرفية
جبل الأشرفية هو جبل يقع في عمان الشرقية ويشتهر بكثرة خدماته كالمدارس والمطاعم والمحلات ويقسم جبل الأشرفية إلى مناطق عدة، أهمها دوار الأشرفية وحي الأرمن. يوجد في المنطقة مسجد أبو درويش الشهير وفرع لأمانة عمان وساحة كبيرة بجانب المسجد ويحتوي جبل الأشرفية أيضا على عدد من الكنائس، حيث يتعايش في المنطقة المسيحيون والمسلمون معًا جنبًا إلى جنب. هو قريب أيضًا من منطقة الوحدات ويوجد به شارع بارطو وهو مطل على وسط البلد والمصدار والمدرج الروماني القديم.